# Hans Eggert (Journalist)

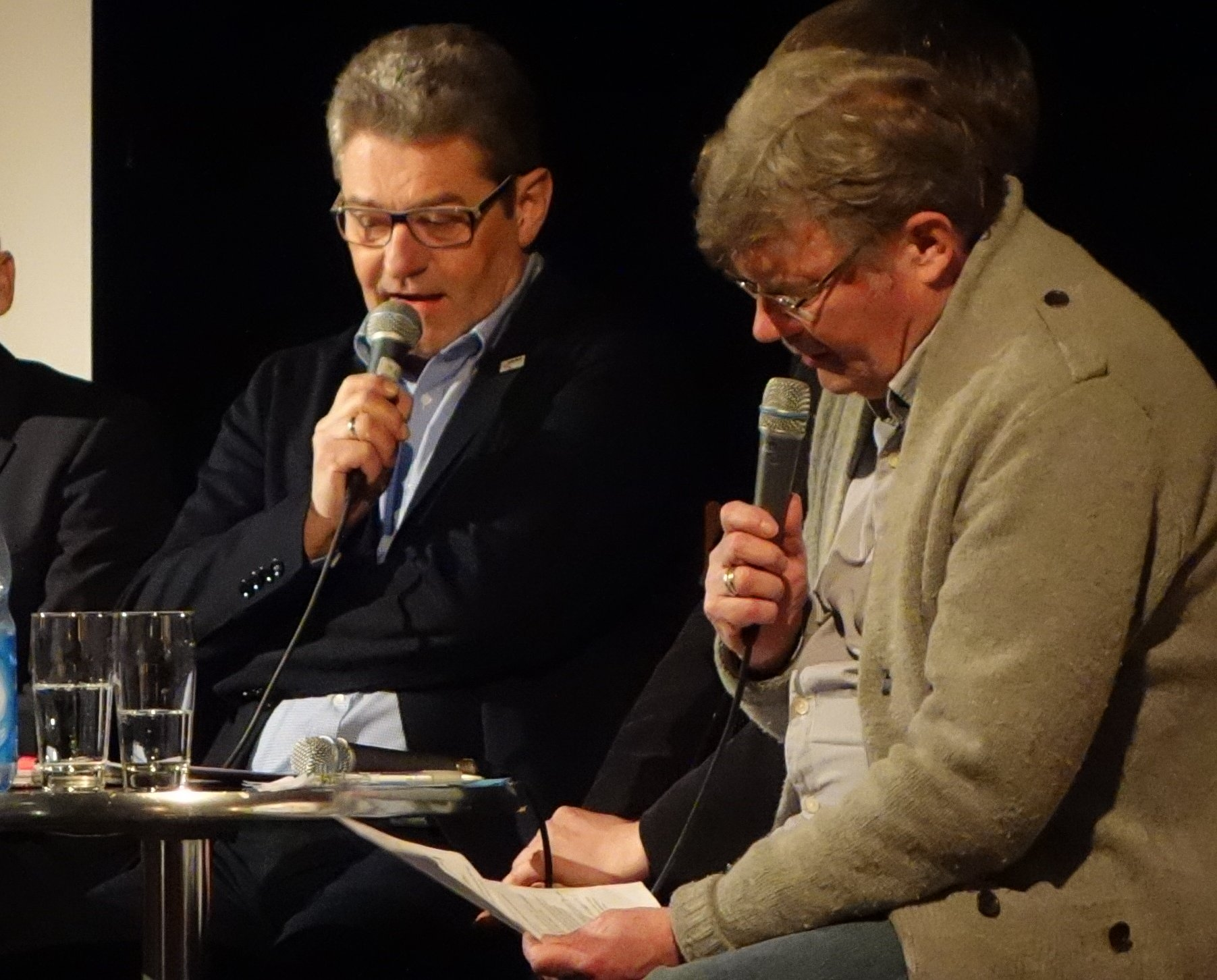
Hans Eggert (rechts) mit Oberbürgermeister Hanke bei einer Podiumsdiskussion in Pirna

Hans Eggert (* 6. Januar 1946 in Zschachwitz, heute Stadtteil von Dresden) ist ein deutscher Journalist.

## Biographie
Eggert absolvierte nach einer Schlosserlehre ein Pädagogikstudium Germanistik und Geschichte, später dann Medienwissenschaften. Von 1979 bis 1983 war er Chefredakteur der Jungen Generation und der Studentenzeitung Forum und anschließend von 1983 bis 1986 stellvertretender Chefredakteur der Jungen Welt. Ab 1986 war Eggert bei der Berliner Zeitung tätig. Im Zuge der friedlichen Revolution in der DDR wurde er am 23. November 1989 als Nachfolger von Dieter Kerschek zum Chefredakteur der Berliner Zeitung berufen, was er bis 1996 blieb. 2002 bis 2007 war er Chefredakteur der Sächsischen Zeitung, für die er bis 2011 tätig war.
Hans Eggert lebt in Berlin und hat zwei Töchter.

## Werke
- Hans Eggert und Rainer Kubatzki: Friedrich August III. Lebensbilder, Briefe, Testamente. Ein Lesebuch. Ein König auf gut sächsisch. Redaktions- und Verlags-Gesellschaft Elbland, Meißen 2008 (Edition Sächsische Zeitung).
- Hans Eggert: Die Wettiner – ohne Thron und Krone. Redaktions- und Verlags-Gesellschaft Elbland, Meißen 2009 (Edition Sächsische Zeitung).